# Georg Wendt (Politiker)
Georg Wendt (* 23. April 1889 in Köslin; † 11. Februar 1948 in Berlin) war ein deutscher Politiker (SPD, SED).

## Leben
Nach dem Besuch der Volksschule in Köslin absolvierte Wendt eine Glaserlehre. Ergänzend dazu wurde er an der Fortbildungsschule unterrichtet. Anschließend arbeitete er als Glasergehilfe. Um 1910 trat Wendt in die Sozialdemokratische Partei Deutschlands (SPD) ein. 1912 heiratete er. Von März 1915 bis 1918 nahm Wendt am Ersten Weltkrieg teil. 1918 musste Wendt aufgrund eines im Krieg zugezogenen Leidens seinen alten Beruf aufgeben. Er arbeitete fortan als Büroangestellter bei der Ortskrankenkasse, ab 1921 beim Bezirksamt Wedding. Nach der Novemberrevolution von 1918 gehörte Wendt als Vertreter des linken Flügels der SPD vorübergehend der USPD an, einer sich vor allem aus linken SPD-Mitgliedern rekrutierenden Parteiabspaltung.
In den Jahren 1919 bis 1920 war Wendt Mitglied des brandenburgischen Provinzlandtages. In den Jahren 1921 bis 1929 war er außerdem Bezirks- und Stadtverordneter in Berlin.
Seit 1925 amtierte er als unbesoldeter Stadtrat im Berliner Bezirk Schöneberg, wo er auch dem Bezirksvorstand der SPD angehörte. Bei der Reichstagswahl vom Mai 1928 wurde Wendt als Kandidat der SPD für den Wahlkreis 3 (Potsdam II) in den Reichstag gewählt, dem er zunächst bis zur Wahl vom September 1930 angehörte. Nach einer knapp zweijährigen Absenz vom deutschen Parlament kehrte Wendt bei der Reichstagswahl vom Juli 1932 für seinen alten Wahlkreis in den Reichstag zurück, dem er diesmal bis zur Wahl vom November 1932 angehörte. Seit dem Juli des Jahres 1932 war Wendt zudem Parteisekretär der SPD für den Bezirk Berlin-Schöneberg.
Nach der nationalsozialistischen „Machtergreifung“ im Frühjahr 1933 wurde Wendt von Juli bis Dezember 1933 in „Schutzhaft“ genommen und im KZ Brandenburg gefangengehalten. Von 1934 bis 1943 lebte Wendt als Inhaber einer Kohlenhandlung in Berlin-Steglitz. In diesen Jahren waren Wendt und seine Familie verschiedenen Schikanen durch das NS-Regime ausgesetzt, so wurde ihnen unter anderem ihre Laube wegen „Fehlens der richtigen Gesinnung“ weggenommen. Unterstützt wurde er in diesen Jahren unter anderem von Paul Löbe und Julius Leber, in dessen Kohlebetrieb Wendt gelegentlich Unterschlupf fand. Im Jahr 1944 meldete Wendt sich zur Wehrmacht, um der damals anrollenden Verhaftungswelle des NS-Regime gegen „Männer der Systemzeit“ (Politiker der Weimarer Republik) zu entgehen.
Nach dem Krieg trat Wendt erneut in die SPD ein. 1946 wurde er durch die Zwangsvereinigung von SPD und KPD zur SED Mitglied der SED.

## Gedenken

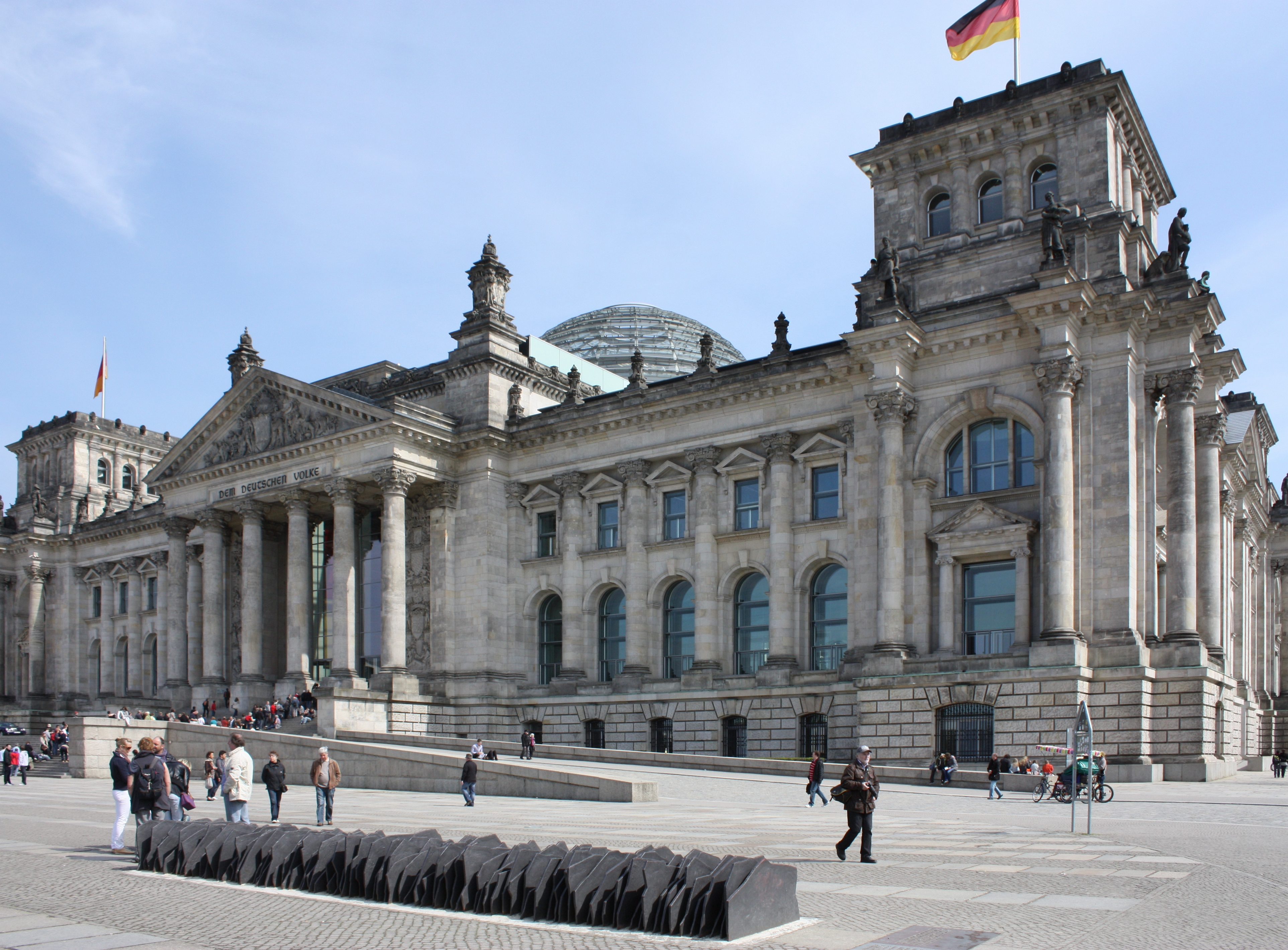
Gedenktafeln am Reichstag

Heute erinnert unter anderem eine Gedenktafel, die Teil des Denkmals für 96 vom NS-Regime ermordete Reichstagsabgeordnete in der Nähe des Berliner Reichstags ist, an das Leben und die politische Tätigkeit Wendts. Laut Gedenktafel war Wendt im Zuchthaus Brandenburg; das KZ Brandenburg, in dem Wendt 1933 Gefangener war, befand sich im alten Zuchthaus in der Stadt Brandenburg.